# Ultrakompakter Röntgendoppelstern
Ein Ultrakompakter Röntgendoppelstern (engl. Ultracompact X-ray binary, UCXB) besteht aus einem Weißen Zwerg oder einem Heliumstern, der Masse über eine Akkretionsscheibe auf einen Neutronenstern transferiert. Diese Röntgendoppelsterne haben eine Umlaufdauer von weniger als 80 Minuten, wobei die kürzesten bekannten Werte nur 11 Minuten betragen.

## Aufbau
UCXB sind eine Unterklasse der Röntgendoppelsterne mit geringer Masse und bestehen aus einem Weißen Zwerg oder Heliumstern, der sein Roche-Volumen ausfüllt und Materie an einen kompakten Stern verliert. Aufgrund der geringen Umlaufdauer kann es sich nur um einen Weißen Zwerg oder Heliumstern handeln, da keine anderen Sternklassen bekannt sind, die bei einer Umlaufdauer unterhalb einer Stunde ihr Roche-Grenzvolumen ausfüllen. Diese Vermutung wird durch Beobachtungen unterstützt, wonach die transferierte Materie entweder ausschließlich aus Helium besteht oder ein Gemisch aus Kohlenstoff und Sauerstoff ist.
Die transferierte Materie fällt aufgrund des Erhalts des Drehmomentes durch eine Akkretionsscheibe auf einen kompakten Stern. Der kompakte Stern kann anhand seiner Masse, seines Magnetfeldes, seiner Rotationsperiode, seiner Bursts aufgrund des explosiven Zündens von Kernfusionen auf seiner Oberfläche sowie seiner quasiperiodischen Oszillationen vom inneren Rand der Akkretionsscheibe identifiziert werden. Demnach ist der kompakte Stern bei allen bestätigten UCXBs ein Neutronenstern und nicht ein schwarzes Loch.
Die Röntgenstrahlung entsteht überwiegend durch die Umwandlung von potentieller Energie. Die beim Fall durch das Gravitationsfeld des Neutronensterns beschleunigte Materie wird durch die Viskosität in der Akkretionsscheibe und beim Aufprall auf eine Schockfront über der Oberfläche des Neutronensterns abgebremst, wobei die Bremsstrahlung als Röntgenstrahlung emittiert wird. Dabei werden Leuchtkräfte von bis zu 1037 erg/s erreicht, wobei diese Werte für Röntgendoppelsterne recht gering sind. Die Röntgenstrahlung ist in allen Ultracompact X-ray binaries veränderlich. Diese Schwankungen werden verursacht durch
- das temporäre Zünden thermonuklearer Reaktionen auf der Oberfläche des Neutronensterns in Form von Bursts
- Variationen in der Massenakkretionsrate vom Begleiter zur Akkretionsscheibe
- Durch die Magnetorotationsinstabilität innerhalb der Akkretionsscheibe ändert sich die Viskosität in der Scheibe und damit die Durchflussrate auf den Neutronenstern. Dieser Mechanismus entspricht dem in Zwergnovae und der Soft X-ray Transits.

Die meisten Ultracompact X-ray binaries sind transiente Quellen, die die oben aufgeführten Eruptionen zeigen. Daneben gibt es eine kleine Gruppe von persistenten UCXBs, die über einen Zeitraum von Dekaden nur sehr geringe Schwankungen der Röntgenhelligkeit zeigen. Diese Doppelsterne sind in einem Zustand mit hohem Massentransfer, wodurch die Akkretionsscheibe stets ionisiert ist und keine Materie zwischenspeichern kann. Dies entspricht ungefähr dem Verhalten der nova-ähnlichen Sterne bei den kataklysmischen Veränderlichen.
Die mittleren Massentransferraten von 10−11 Sonnenmassen pro Jahr sind um zwei Größenordnung höher als für diese Doppelsterne zu erwarten wäre. Daher dürfte die Röntgenstrahlung den Begleiter aufheizen, wodurch dieser expandiert und mehr Masse an den Neutronenstern verliert als dies nur aufgrund der Abstrahlung von Gravitationswellen der Fall wäre.

## Entwicklung
Der Neutronenstern in Ultracompact X-ray binaries entsteht durch eine Supernova oder einen Accretion induced collaps. Im ersten Fall geht ein Doppelstern durch ein oder zwei Phasen mit einer gemeinsamen Hülle. Die Wahrscheinlichkeit, dass das Doppelsternsystem bei der Kernkollapssupernova zerstört wird oder es während der Common-Envelope-Phase zu einer Verschmelzung der Sterne kommt, ist sehr hoch. Auch aus dem zweiten Szenario dürften nur wenige UCXBs hervorgehen. Danach entsteht ein enges Doppelsternsystem aus zwei Weißen Zwergen, wovon die massereiche Komponente ein Mg-Ne-Weißer-Zwerg ist. Dieser überschreitet durch den Massetransfer die Chandrasekhar-Grenze und kollabiert in einen Neutronenstern. Die weitere Entwicklung wird durch eine Verkleinerung des Abstands der beiden Sterne durch die Abstrahlung von Gravitationsstrahlung dominiert.
Ein Drittel der Ultracompact X-ray binaries sind in Kugelsternhaufen gefunden worden. Diese Sternhaufen lassen wegen ihrer hohen stellaren Dichte einen alternativen Entwicklungsweg vermuten als im galaktischen Feld. Die UCXBs werden hier durch einen dynamischen Einfang eines Sterns gebildet. Dabei kann ein Weißer Zwerg, ein Neutronenstern oder ein Hauptreihenstern in eine Umlaufbahn um den Neutronenstern gezwungen werden. In allen drei Fällen kommt es zu einem instabilen Massentransfer und nach kurzer Zeit liegt der Begleiter als ein entarteter Kern vor, der mit einer relativ geringen Transferrate die Akkretionsscheibe um den Neutronenstern füttert. In der Phase des instabilen Massetransfers kann keine Röntgenstrahlung von dem Doppelsternsystem beobachtet werden, da die elektromagnetische Strahlung durch eine dichte zirkumstellare Hülle absorbiert wird.
Aufgrund des Massentransfers in den Ultracompact X-ray binaries wird die Rotationsgeschwindigkeit des Neutronensterns beschleunigt; die UCXBs gelten als ein potentieller Entstehungskanal für die Millisekundenpulsare. Wenn der Pulsarmechanismus wieder eingeschaltet wird, rotiert der Strahlungskegel in der Umlaufebene des Doppelsternsystems und trifft auf den Begleiter. Der Strahlungsstrom an elektromagnetischer und Partikelstrahlung kann dabei so intensiv sein, dass der Begleiter verdampft wird. Diese Doppelsterne in der Phase der Zerstörung des Begleiters werden als Schwarze Witwen bezeichnet. Dabei entsteht ein Sternwind von dem Begleiter, der neben Materie auch Drehmoment aus dem Doppelsternsystem transportiert und zu einem Anwachsen des Bahnradius führt. Allerdings werden in Kugelsternhaufen kaum radiolaute Millisekundenpulsare gefunden trotz der Entdeckung einer Population von Ultracompact X-ray binaries. Da die Lebensdauer von UCXBs recht kurz ist mit etwa 108 Jahren und die Entstehungsrate dieser wechselwirkenden Doppelsterne in den letzten Milliarden Jahren ungefähr konstant gewesen sein sollte, müssten auch eine Vielzahl an Millisekundenpulsaren als Nachfolger der UCXBs zu entdecken sein.

## Beispiele
- SWIFT J1756.9−2508
- 4U 1820–30
- 4U 0513–40
- 2S 0918–549
- 4U 1543–624
- 4U 1850–087
- M 15 X-2
- XTE J1807−294
- 4U 1626–67
- XTE J1751−305
- XTE J0929−314
- 4U 1916–05
- NGC 6440 X-2